# Manfred Trenz
Manfred Trenz (ur. 29 listopada 1965 w Saarbrücken) – niemiecki projektant gier komputerowych, grafik, informatyk i przedsiębiorca. Współtwórca takich gier na Commodore 64 jak: The Great Giana Sisters, Katakis, Turrican, czy portu R-type.

## Życiorys
Manfred Trenz ukończył szkołę średnią w mieście swojego urodzenia. Pracę zawodową rozpoczął jako kreślarz. W 1987 roku został zatrudniony w niemieckiej firmie z Düsseldorfu tworzącej oprogramowanie – Rainbow Arts, po tym jak zdobył trzecią nagrodę w konkursie grafiki komputerowej. Już od 1981 przejawiał zainteresowanie grami komputerowymi skupiając się na grach arcade z dużą ilością akcji. Jego pierwszym poważnym projektem było stworzenie grafiki do wydanej w 1987 gry The Great Giana Sisters będącej klonem Super Mario Bros. na platformę Commodore 64. Gra ta była przedmiotem kontrowersji ze względu na potencjalne łamanie praw autorskich, jednak do procesu ze strony Nintendo nigdy nie doszło. Podobne kontrowersje dotyczyły pierwszej samodzielnie stworzonej gry – Katakis wydanej w 1987, która przypominała konwersję dokonaną na zlecenie Electric Dreams hitu R-type z automatów na Commodore 64, w której uczestniczył również Trenz. Port gry powstał w zaledwie 6 tygodni.
W kolejnych latach Manfred Trenz stworzył gry Turrican (1990, pierwotnie na Commodore 64), a także Turrican II: The Final Fight (1991, Commodore 64 i Amiga), które okazały się dużym sukcesem i zostały bardzo przychylnie przyjęte przez recenzentów. Ostatnią grą stworzoną na Commodore 64 był Enforcer (1992). Następnie stworzył Super Turricana (1992) na platformę Nintendo Entertainment System, a także Rendering Ranger: R2 (1995) na Super Nintendo Entertainment System. Od tego czasu brał udział sporadycznie w produkcji różnych gier komputerowych jako grafik lub programista m.in. Special Forces: Nemesis Strike na platformę PlayStation 2 oraz Micro Machines V3 na Game Boy Color. W 2004 roku założył swoją własną firmę pod nazwą „Denaris Entertainment Software”.
W swojej twórczości graficznej Manfred Trenz inspirował się takimi artystami jak: Boris Vallejo, Rodney Matthews, czy Michael Whelan. Natomiast pomysły na nazwy swoich gier, jak Katakis, czy Turrican, znajdował przeszukując nazwiska w książce telefonicznej.